# Frioulské ostrovy
Frioulské ostrovy (francouzsky: Îles du Frioul), někdy též Frioulské souostroví (francouzsky: Archipel du Frioul), je skupina 4 ostrovů ve Středozemním moři, nacházející se při francouzském pobřeží, přibližně 4 kilometry od Marseille. Ostrovy tvoří souostroví o celkové rozloze přibližně 200 hektarů.
Největším ostrovem je Pomègues, který je s druhým největším ostrovem Ratonneau spojen hrází. Na druhém zmíněném ostrově je vybudován přístav a turistické zázemí, včetně domků. Dva menší ostrovy Tiboulain a If leží osamoceně. Tiboulain je skalnatý ostrov bez staveb, zatímco na ostrově If se nachází pevnost D'If, na níž byla vězněna románová postava hrabě Monte Cristo ze stejnojmenné knihy Alexandra Dumase.
Frioulské ostrovy jsou dostupné výletní lodí z Marseille, odkud je možné využít dvou výletních tras, a to buď na ostrov If či na hlavní ostrovy Frioulského souostroví.

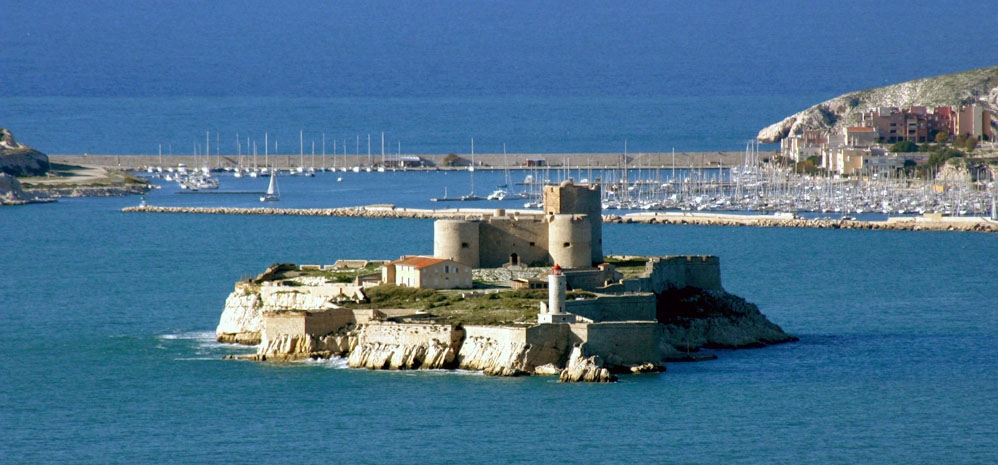
Ostrov If s pevností, v pozadí hráz mezi největšími ostrovy
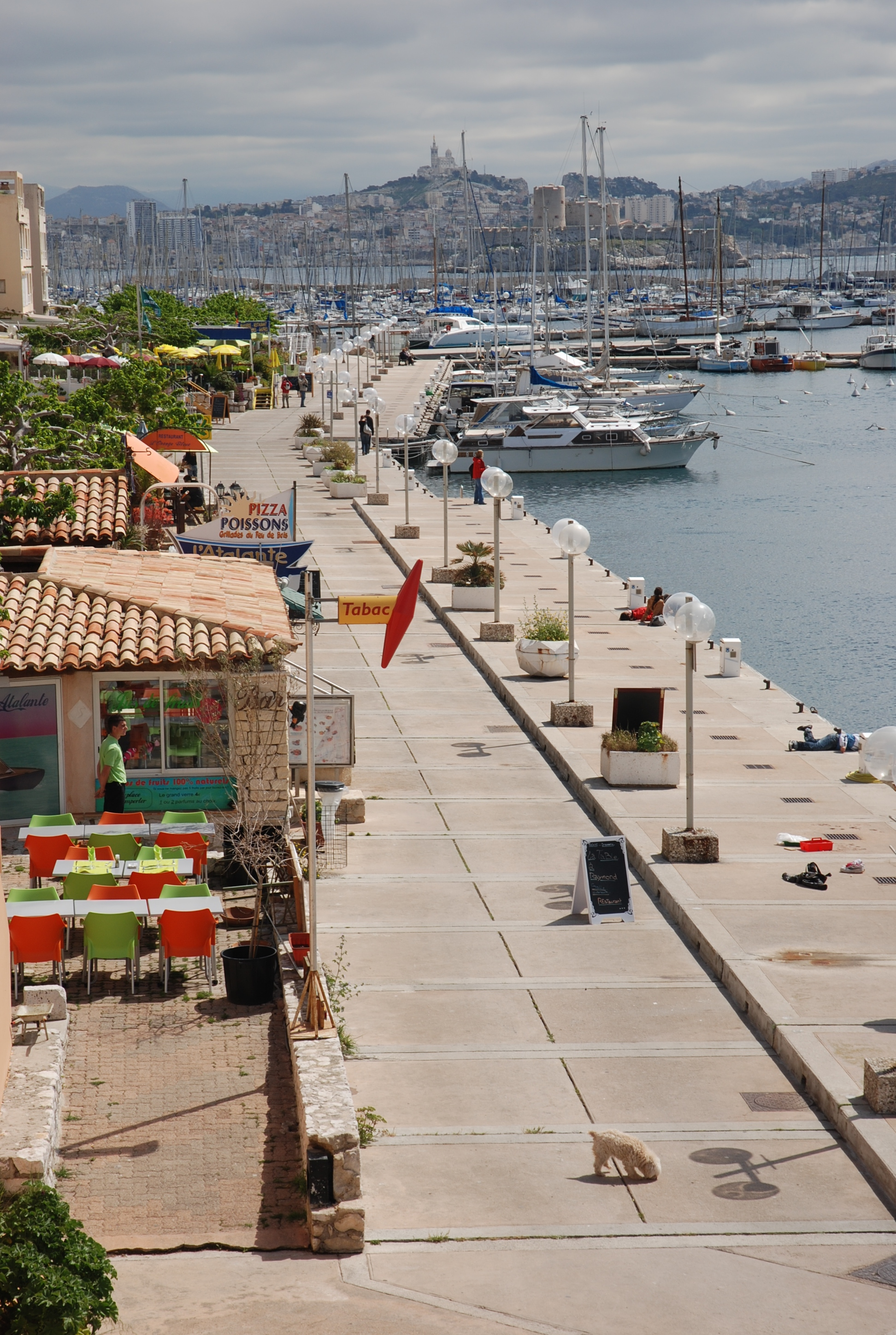
Ostrov Ratonneau s marinou, v pozadí ostrov If a úplně vzadu Marseille
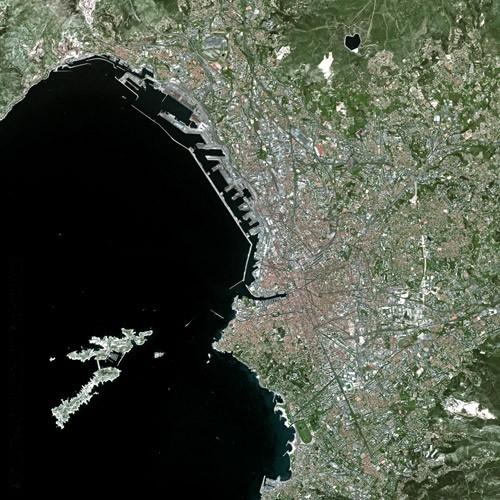
Satelitní snímek Marseille a Frioulských ostrovů, nacházejících se v zálivu